# Ализарин
Ализари́н (1,2-дигидроксиантрахинон) — органическое соединение, производное антрахинона с химической формулой C14H8O4. Красный порошок, почти нерастворимый в воде, природный антрахиноновый краситель, содержащийся в виде гликозида в корнях марены красильной (лат. Rubia tinctorium). С древности применялся как протравный краситель по ткани, но утратил промышленное значение в середине XX века, в настоящее время используется только для получения производных ализариновых красителей. Также находит применение в аналитической химии как индикатор.
Торговые названия — Mordant Red 11, CI 58000.

## История
Известен и применяется как натуральный краситель с древности. Впервые синтезирован из антрацена в 1869 году К. Гребе и Карлом Либерманом. Утратил промышленное значение как текстильный краситель в 1950-е годы из-за сложной технологии окраски.

## Физические и химические свойства
Ализарин представляет оранжево-красные кристаллы (иглы) триклинной или ромбической системы или бурый порошок. Хорошо растворим в горячем метаноле, эфире, бензоле, уксусной кислоте, пиридине, сероуглероде, растворах щелочей, умеренно растворим в этаноле, практически нерастворим в воде 0,034 г/100 г (100 °C). Растворимость повышается добавлением уротропина. Легко возгоняется. Молярная масса 240,20 г/моль, температура плавления 289 °C, кипения 430 °C.
Ализарин образует нерастворимые интенсивно окрашенные хелатные комплексы с ионами многовалентных металлов — так называемые ализариновые лаки. Алюминиевый комплекс ализарина применяют для приготовления художественных красок и в полиграфии.
Образование нерастворимых ализариновых лаков применялось в протравном крашении тканей — крашение ализарином по алюминиевой протраве даёт красный цвет, по хромовой — коричневый, по железной — фиолетовые цвета, однако с появлением прямых красителей ализариновое крашение утратило своё значение из-за сложности технологии.

## Получение
Ализарин содержится в составе гликозидов в корнях марены красильной (лат. Rubia tinctorium), из которой и извлекался с древних времён в смеси с пурпурином, называемой краппом. Ныне синтезируется по реакции 2-антрахинонсульфокислоты или 2-хлорантрахинона с расплавами щелочей в присутствии окислителя (например, нитрита калия).
Очищают перекристаллизацией из этанола или сублимацией.

## Применение

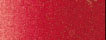
Ализариновый красный цвет

Применялся как протравный краситель для тканей. По нему получил название один из оттенков красного цвета — ализариновый красный цвет.
Ализарин — важный полупродукт в синтезе красителей, в частности, сульфатированием ализарина получают краситель ализариновый красный С — реагент для фотометрического определения катионов алюминия, скандия, иттрия и фторид-ионов.
В аналитической химии ализарин служит реагентом для определения ионов алюминия и ряда других элементов. Как pH-индикатор имеет область изменения окраски от pH 5,8 (жёлтый) до pH 7,2 (тёмно-розовый) и от pH 10,1 (тёмно-розовый) до pH 12 (фиолетовый).
В микроскопии как прижизненный краситель для окраски беспозвоночных, а также для растущих костей. В последнем случае окрашиваются только известковые соли несформировавшейся костной ткани, сформировавшаяся ткань ализарином не окрашивается.